# Hermonax
Hermonax (in greco antico Ἑρμῶναξ, da Ἑρμῆς e da ἄναξ; in italiano anche Ermonatte; fl. 470 a.C. / 450 a.C.) è stato un ceramografo greco antico, attivo ad Atene.

## Attività
Ha dipinto vasi a figure rosse, soprattutto stamnoi, lekythoi e pelìkai. Sono conosciuti più di dieci vasi con la sua firma ("Hermonax dipinse") e gliene sono attribuiti tra 150 e 200, per la maggior parte di medie o grandi dimensioni, rinvenuti in tutto il mondo greco, da Marsiglia al Mar Nero.
Fu allievo del Pittore di Berlino e contemporaneo del Pittore di Providence. Entrò probabilmente nella bottega del Pittore di Berlino verso la fine della attività di questa e ne adottò la pratica di dipingere su grandi vasi ampie scene figurate.
Le fasce decorative a meandro, a differenza di quelle del suo maestro, possono essere poco curate, come accade anche nelle opere del Pittore di Providence.
Una caratteristica del suo stile, di tradizione arcaica, è la forma degli occhi delle figure, con bordo inferiore concavo e bordo superiore convesso. Le figure sono staccate l'una dall'altra e con struttura allungata.
Per la maggior parte le scene dipinte sulle sue opere conservate raffigurano temi dionisiaci.

## Opere

### Esemplari interi
- Anfore

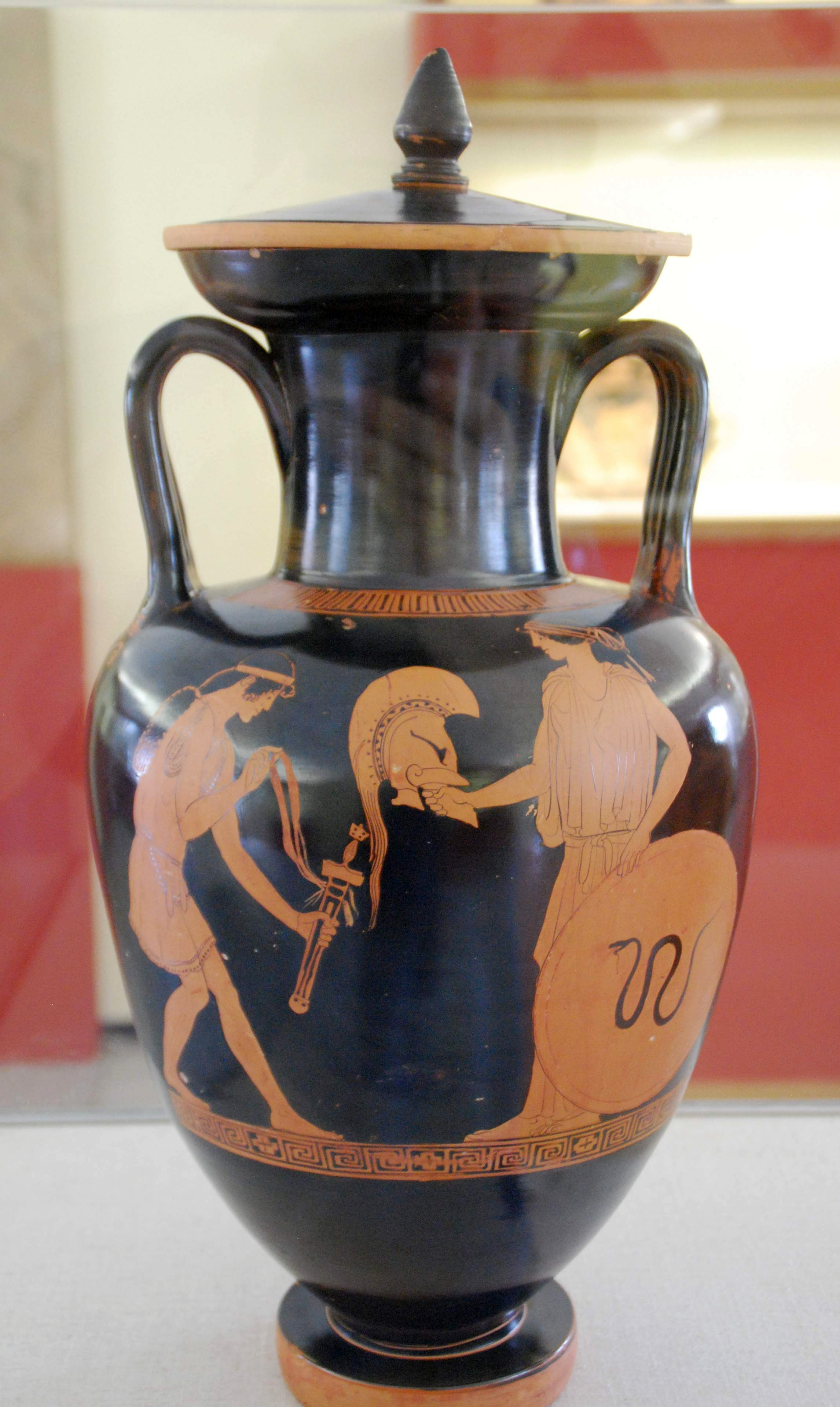
Anfora di Hermonax con vestizione del guerriero nel Museo Martin von Wagner di Würzburg (L 504)

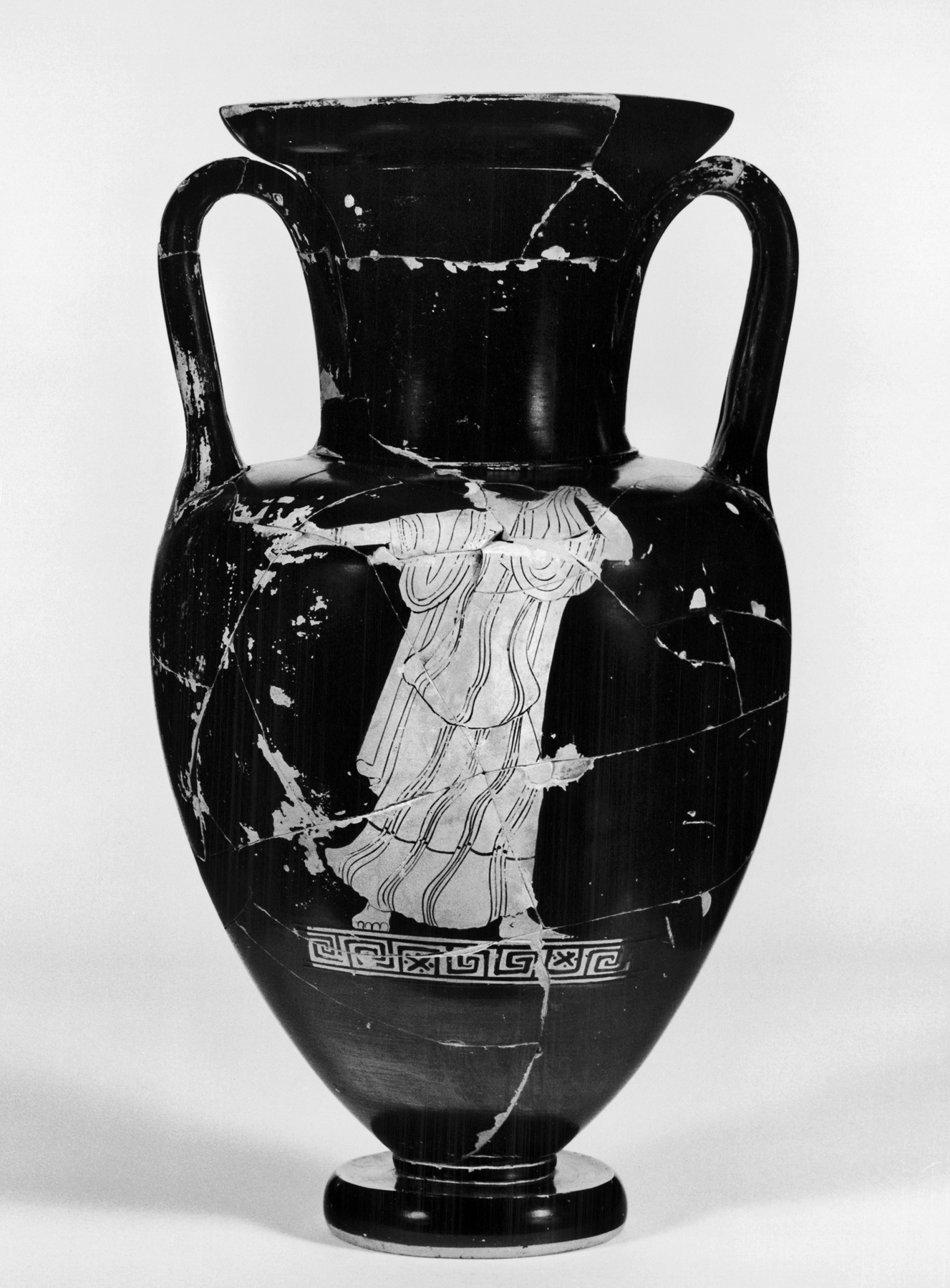
Anfora di Hermonax con giovane inseguita dal Walter Arts Museum di Baltimora

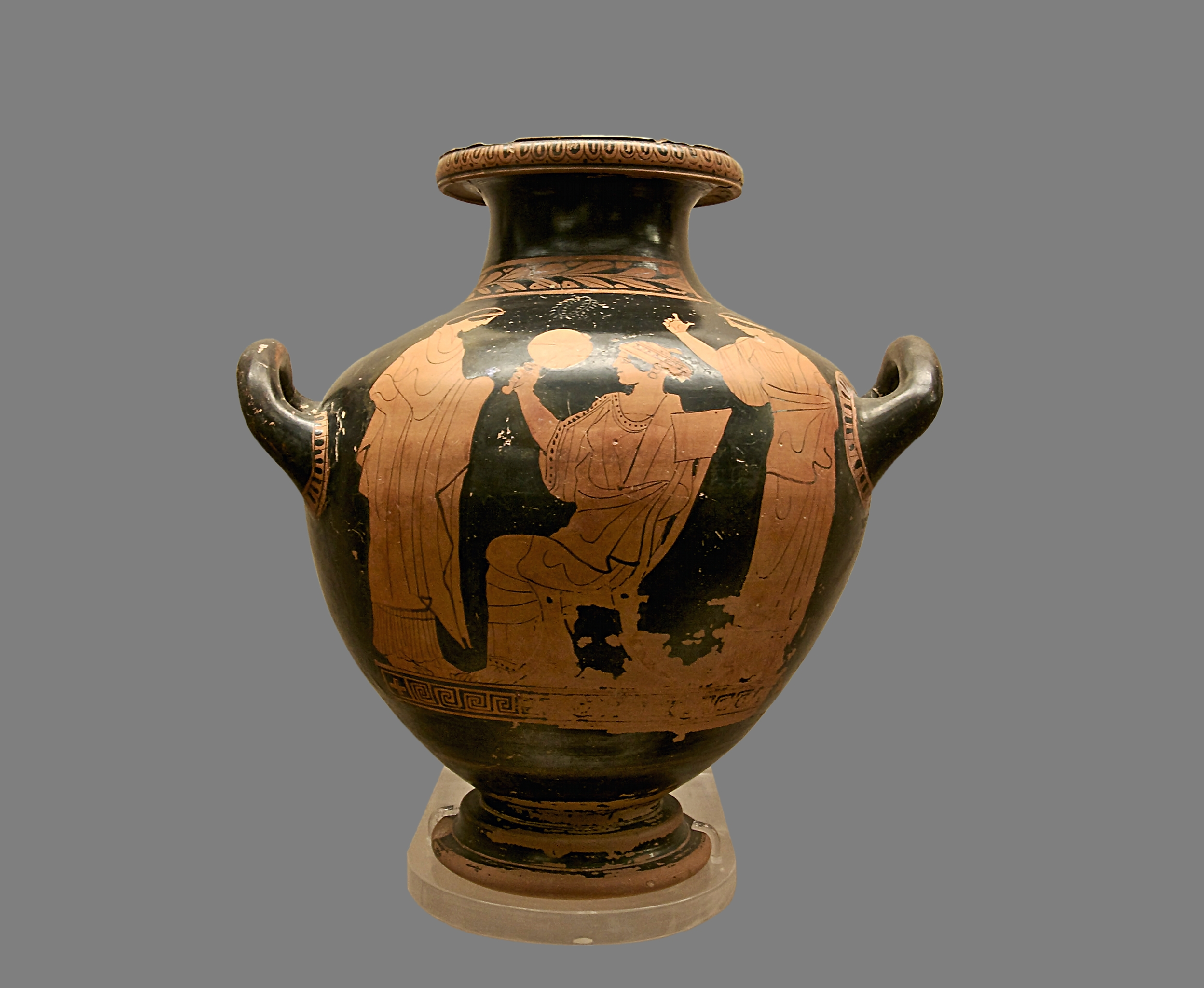
Hydria di Hermonax con figure femminili del Museo archeologico di Rodi

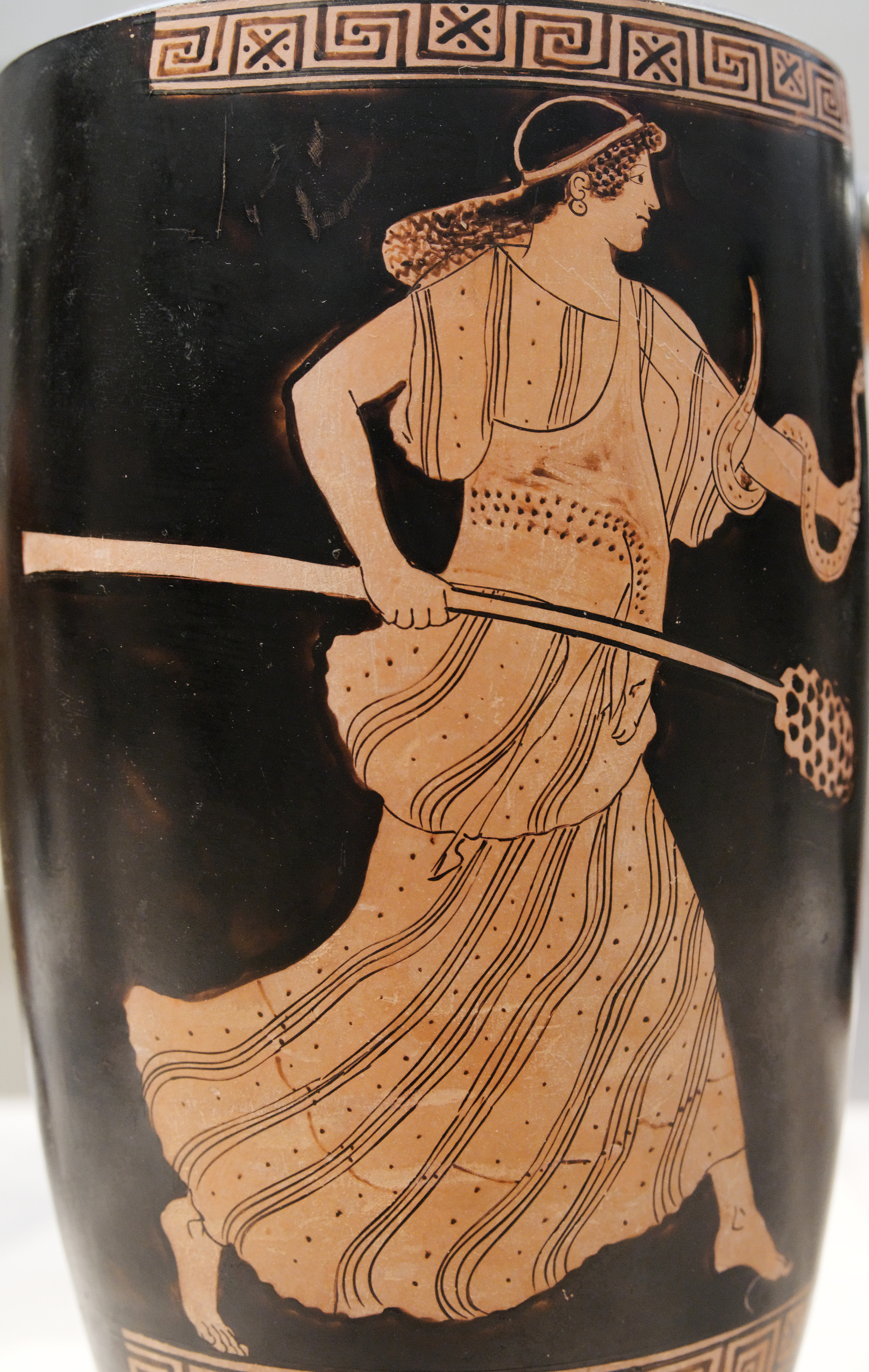
Lekythos di Hermonax con menade del Metropolitan Museum of Art di New York (41.162.19)

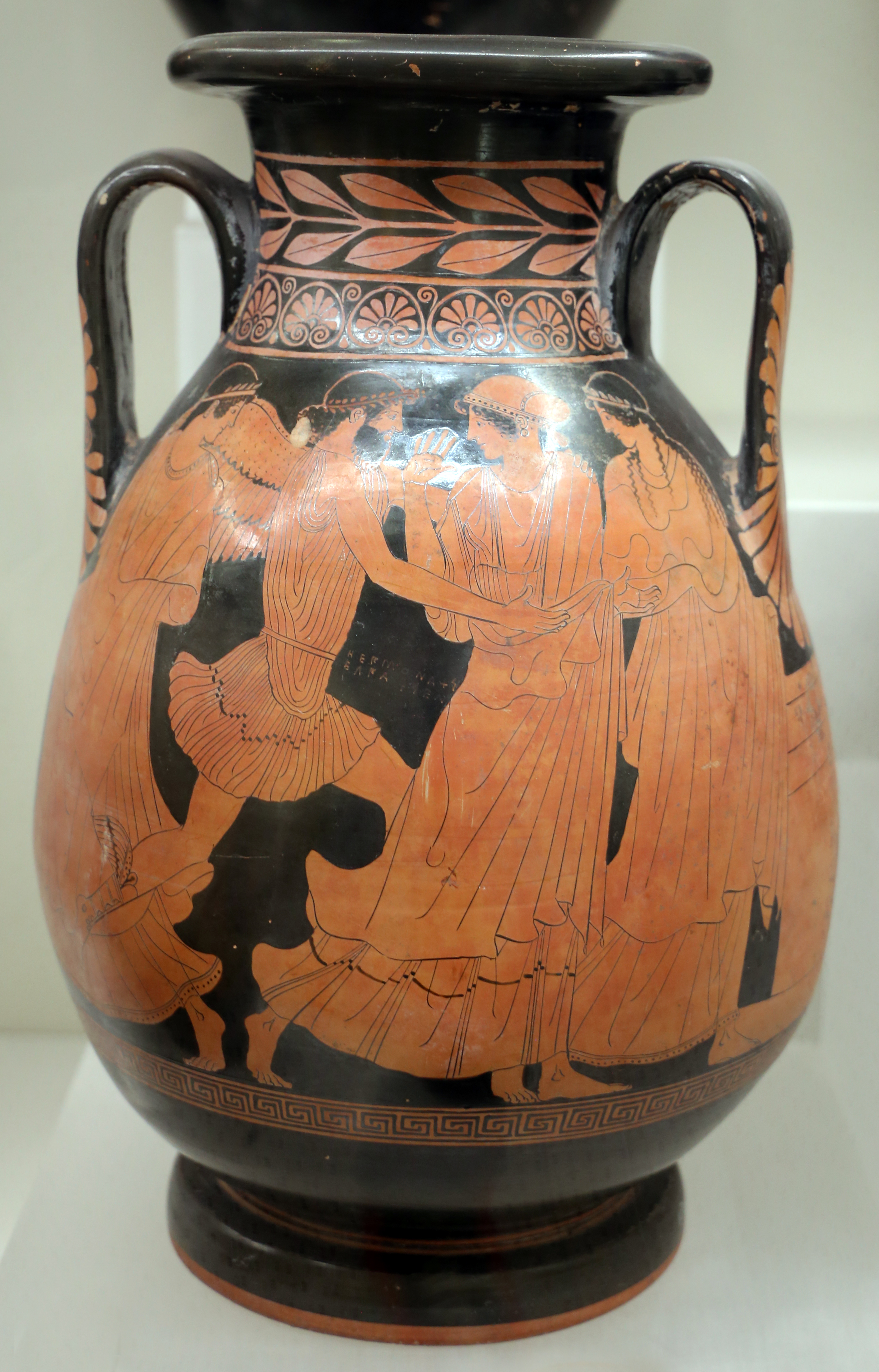
Pelike di Hermonax con il rapimento di Orizia da parte di Borea, nel Museo nazionale etrusco di Villa Giulia da Cerveteri

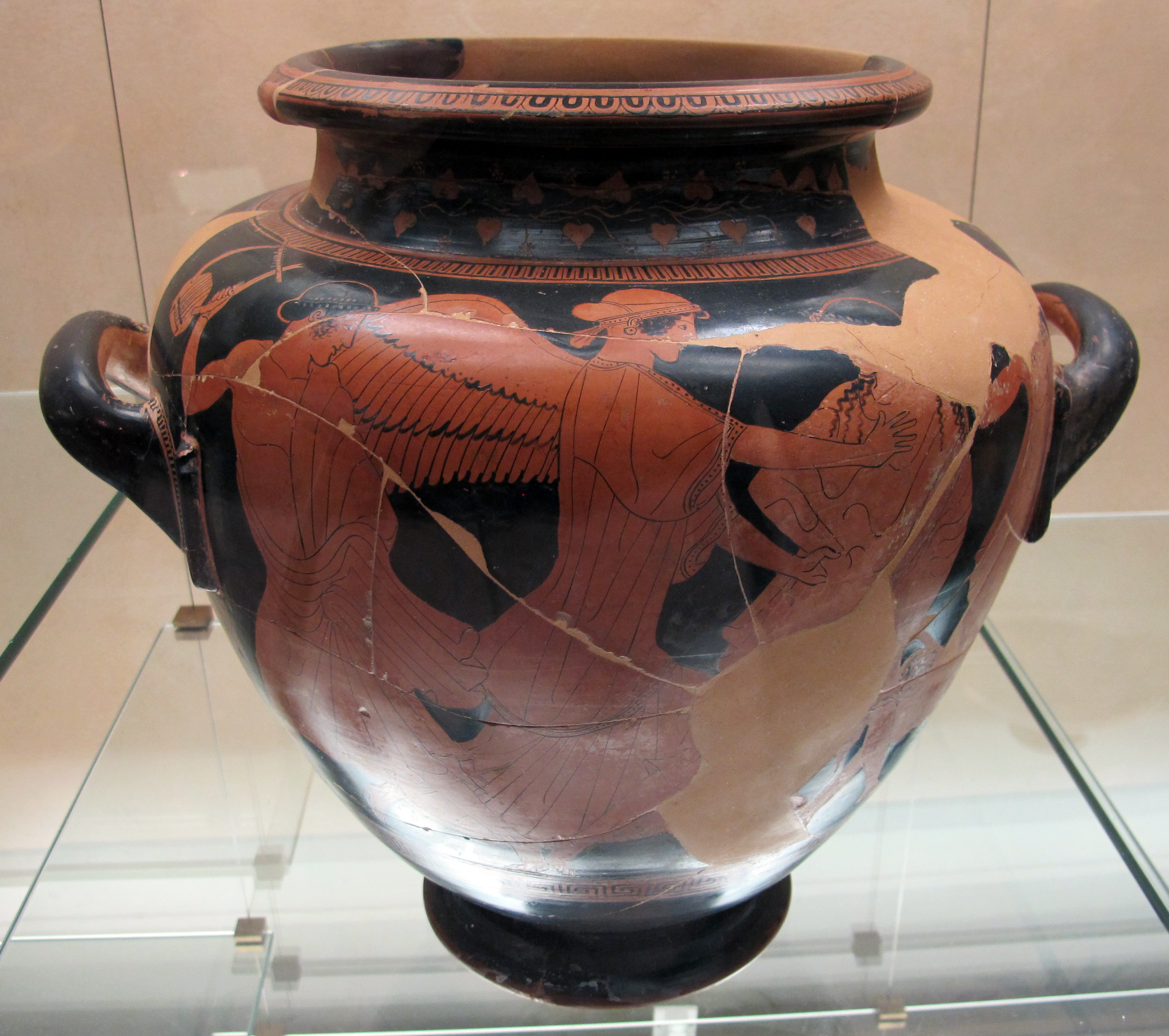
Stamnos con Eos che rapisce Tithonos e Laomedonte, nel Museo archeologico nazionale di Firenze

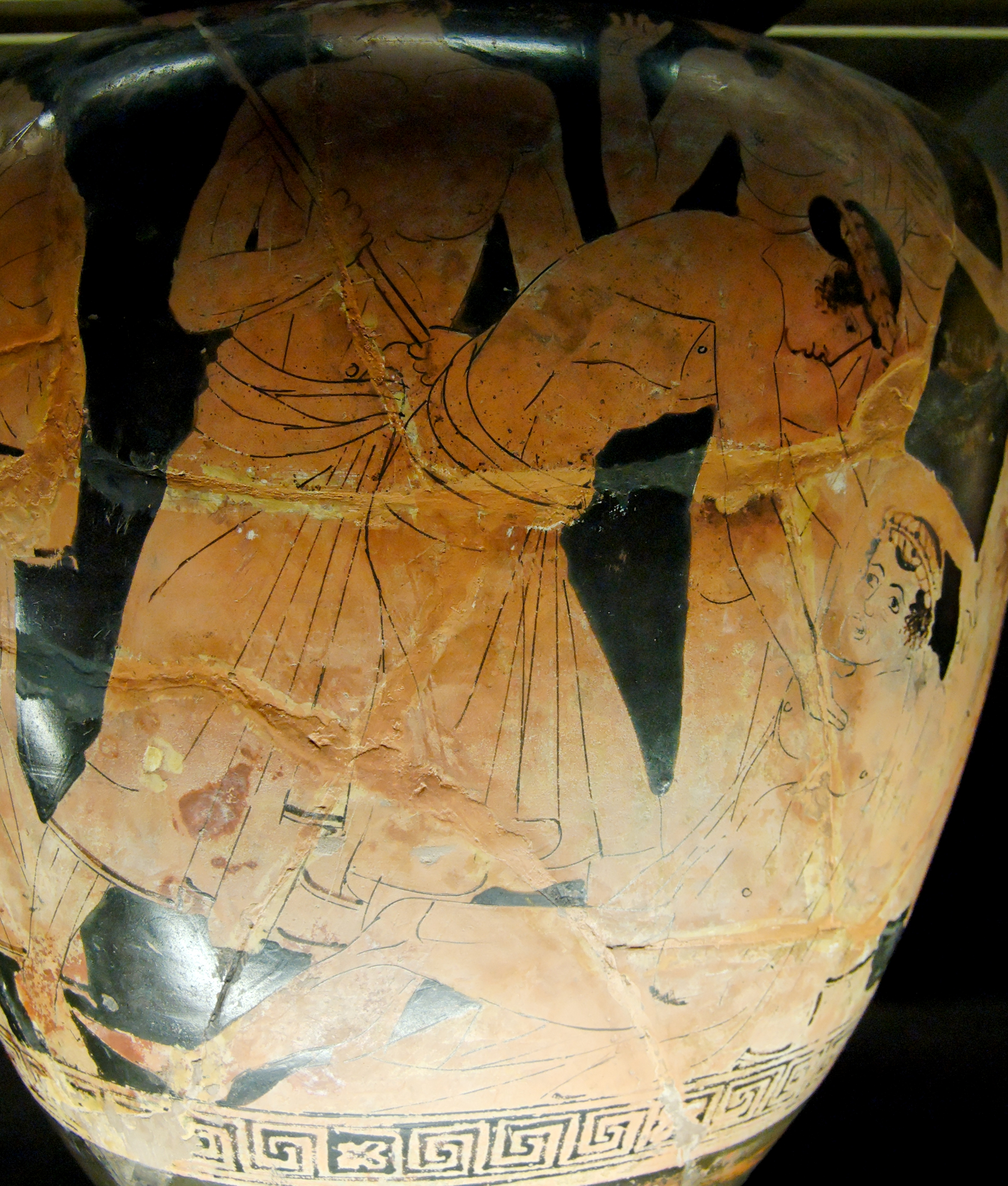
Stamnos di Hermonax con Filottete ferito del Museo del Louvre di Parigi (G 413)

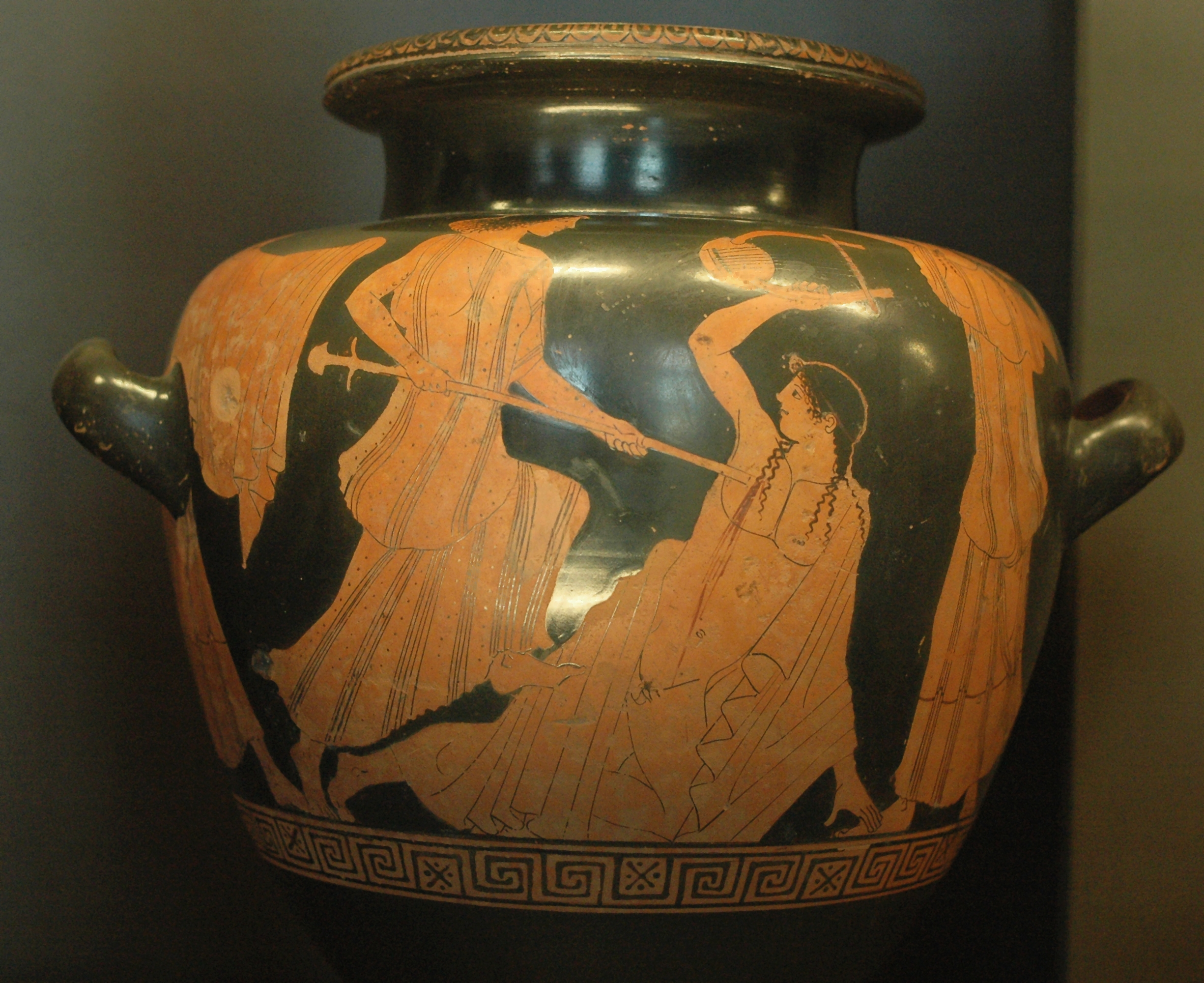
Stamnos di Hermonax con la morte di Orfeo del Museo del Louvre di Parigi (G 416)

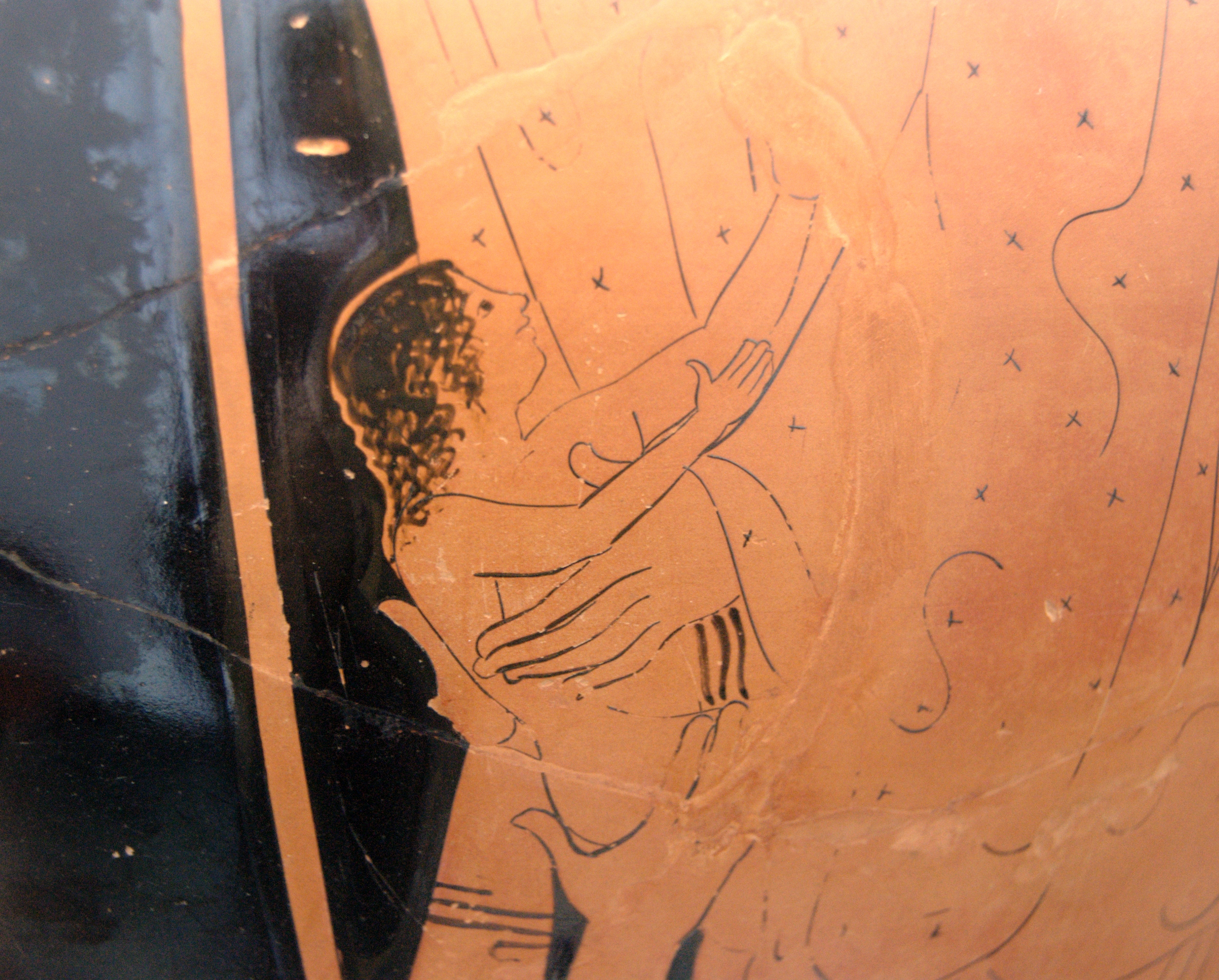
Particolare con la nascita di Erittonio, da uno stamnos attribuito a Hermonax presso la Glyptothek und Antikesammlung di Monaco di Baviera

  - Museo nazionale del Melfese di Melfi (esemplare in prestito)
  - Museo civico di Metaponto 20113
  - Museo archeologico nazionale di Napoli 81481 e H 3385 (due esemplari)
  - Collezione Collisani di Palermo R 33
  - Museo archeologico nazionale di Madrid 11098 e L 172 (due esemplari)
  - Castello-museo di Boulogne-sur-Mer 125
  - Museo del Louvre di Parigi G 376
  - British Museum di Londra E 312
  - Castle Museum di Norwich 36.96
  - Ashmolean Museum di Oxford 1966.500
  - Lindenau-Museum di Altenburg 289
  - Università di Colonia 308
  - Schlossmuseum di Gotha 50
  - Museum Schloss Wilhelmshöhe di Kassel T 696
  - Landesamt di Wiesbaden
  - Museo Martin von Wagner di Würzburg L 504
  - Castello-museo di Łańcut S 8176
  - Museo Pushkin di Mosca 601 e 1071 (due esemplari)
  - Ermitage di San Pietroburgo 696, ST 1461, 1672 e ST 1692 (quattro esemplari)
  - Walters Art Museum di Baltimora 48.55[5]
  - Museum of Art & Archeology di Columbia (Missouri) 83.187[6]
  - Art Museum di Saint Louis (Missouri) WU 3271[7][8]
  - Hearst Corporation a San Simeon (California) 12359
  - Università di Canterbury di Christchurch

- Coppe
  - Museo civico di Orvieto (collezione Faina) 43
  - Museo del Louvre di Parigi CP 10955 e G 268 (due esemplari)
  - Università di Zurigo L 95
  - Medelhavsmuseet di Stoccolma G 2334
  - Metropolitan Museum of Art di New York 1972.70.2

- Cratere a campana
  - Museo archeologico di Argo C 909[9]

- Hydriai
  - Museo dell'agorà di Atene P 25101
  - Museo archeologico di Rodi 12884
  - Museo civico di Catania 406
  - Musei reali delle belle arti del Belgio di Bruxelles A 3098
  - Victoria & Albert Museum di Londra 4816.1858
  - City Museum di Bristol H 4631

- Kylix
  - Museum of Art di Tampa (Florida) 86.89

- Lekythoi
  - Museo archeologico nazionale di Atene 1632
  - Museo archeologico regionale "San Nicola" di Agrigento
  - Museo archeologico regionale di Gela N 115
  - Museo archeologico regionale di Palermo 1445 e V 672 (due esemplari)
  - Museo archeologico regionale "Paolo Orsi" di Siracusa 24552
  - Museo civico di Orvieto (collezione Faina) 66 A
  - Museo di storia di Barcellona 581
  - Cabinet des médailles della Biblioteca nazionale di Parigi 489
  - Glyptothek und Antikensammlung di Monaco di Baviera 2477 e 2478 (due esemplari)
  - Museo archeologico dell'Università di Münster 668
  - Wadsworth Atheneum di Hartford (Connecticut) 1930.184
  - Metropolitan Museum of Art di New York 26.60.77[10] e 41.162.19 (due esemplari)

- Loutrophoros
  - Museo nazionale della Bosnia-Erzegovina di Sarajevo 389

- Oinochoe
  - Museo archeologico nazionale di Paestum 57799
  - Museo civico archeologico di Bologna 344
  - Museo nazionale di Spina a Ferrara 2461,  B 31.5.1958, T 216 CVP, T 607 e T 897 (cinque esemplari)
  - Museo del Louvre di Parigi G 573[11]
  - Lindenau-Museum di Altenburg 297
  - Museo di antichità e collezione Ludwig di Basilea KA 430

- Pelikai
  - Museo archeologico nazionale di Napoli SP 2028
  - Museo Mustilli di Napoli (Palazzo di San Nicandro)
  - Museo nazionale etrusco di Villa Giulia a Roma Beazley n.33 e 50459[12] (due esemplari)
  - Museo Borely di Marsiglia 3592 e 7023 (due esemplari)
  - Museo del Louvre di Parigi CP 10765, G 374 e G 546 (tre esemplari)
  - British Museum di Londra  E 371 e P 374 (due esemplari)
  - Museum & Art Gallerydi Glasgow 1883.32A
  - City Art Gallery & Museum di Manchester III.I.41
  - Musei reali delle belle arti del Belgio di Bruxelles A 1579
  - Università Ruprecht-Karls di Heidelberg 171
  - Museo di antichità e collezione Ludwig di Basilea BS 483
  - Museo storico di Berna 26454
  - Kunsthistorisches Museum di Vienna 336, 1095 e IV 3728 (tre esemplari)
  - Ermitage di San Pietroburgo 727
  - Università di Chicago 171
  - County Museum of Art di Los Angeles A 5933.50.41

- Stamnoi
  - Museo archeologico nazionale di Firenze 3995
  - Museo nazionale etrusco di Villa Giulia a Roma 5241
  - Musei Vaticani, Museo gregoriano etrusco 16526
  - Museo di storia e arte di Trieste S 424[13]
  - Museo Borely di Marsiglia 1630
  - Museo del Louvre di Parigi G 336[14], G 413[15] e G 416[16] (tre esemplari)
  - British Museum di Londra  E 445
  - Reiss-Museum di Mannheim 59
  - Glyptothek und Antikensammlung di Monaco di Baviera 2413[17]
  - Ermitage di San Pietroburgo 727804, 2070, 4121 e ST 1694 (quattro esemplari)
  - Museum of Fine Arts di Boston 01.8031

### Frammenti
- Adria, Museo archeologico nazionale (ex museo civico): tre frammenti di coppe (B34, B296, B785)
- Ancona, Museo archeologico nazionale delle Marche: due frammenti di coppe
- Atene, Museo dell'agorà: frammento di hydria (P 30134); frammento di loutrophoros (P 15018); frammento di stamnos (P 25357); frammento di lekythos (P 30065); frammento di pelike ( P 8959); frammento di cratere (P 30017)[18]; frammento di cratere a campana (P 30019); frammento di coppa (CP 11948); altro frammento di vaso non identificato (P 25357 A)
- Atene, Museo dell'acropoli: frammenti di diverse loutrophoroi
- Atene, Museo archeologico nazionale: frammento di vaso non identificato (2.692)
- Barcellona, Museo di storia: frammento di coppa (4233.6)
- Bryn Mawr College di Bryn Mawr (Pennsylvania): tre frammenti di coppe (P 199, P 209, P 989)
- Cambridge (Massachusetts), Arthur M. Sackler Museum (Università di Harvard): due frammenti di coppa (1995.18.42 e 1995.18.77)[19].
- Corinto, Museo archeologico: frammento di cratere (C 66.40)
- Dresda, Albertinum: frammento di una coppa
- Firenze, Museo archeologico nazionale: due frammenti di  stamnoi (14B5, PD 421); altro frammento di vaso non identificato (14B53)
- Gottinga, Università Georg-August: frammento di una coppa (H74)
- Heidelberg, Università Ruprecht-Karls: pelike (171); frammento di uno stamnos (170); frammento di una lekythos (172); frammento di una coppa (173)
- Innsbruck, Università: due frammenti di due coppe (II.12.66-67)
- Istanbul, Museo archeologico: frammento di coppa (A 33.2350); altro frammento di vaso non identificato (A 33.2322)
- Karlsruhe, Badisches Landesmuseum: tre frammenti di due coppe (69.35C, 86.360 A-B)
- Magonza, Università Johannes Gutenberg: frammento forse di una pelike (144)
- Montréal, Museum of Fine Arts: frammento di una coppa (RS 470)
- New York, Metropolitan Museum of Art: due frammenti di coppe (1972.257, 1973.175.4A-B)
- Parigi, Museo del Louvre:  tre frammenti di tre pelikai (CP 10766, CP 11060, CP 11064);  due frammenti di stamnoi (CP 11065, CP 11067); undici frammenti di coppe (CP 11944-11954[20]); altri due frammenti di vasi non identificati (CP 11061, CP 11068),
- Samotracia, Museo archeologico: frammento di cratere a campana
- San Pietroburgo, Ermitage: frammento di stamnos (NB 6463)
- Sarajevo, Museo nazionale della Bosnia-Erzegovina: due frammenti di loutrophoroi (425, 426); frammento di hydria (31)
- Tubinga, Università Eberhard-Karls: due frammenti di loutrophoroi (E 90, E 99), frammento di coppa (E 43); frammento di pelike (S 101583)
- Vienna, Università: frammento di coppa (503.50); un altro frammento di un vaso non identificato
- Zurigo, Università: frammento di stamnos (3550)